# Capasa urania
Capasa urania är en fjärilsart som beskrevs av Claude Herbulot 1979. Capasa urania ingår i släktet Capasa och familjen mätare. Inga underarter finns listade i Catalogue of Life.